# Meloe decorus
Meloe decorus је врста тврдокрилца из породице мајаkа (Meloidae).

## Распрострањење
Врста настањује делове западне и источне Европе, централну Европу и Апенинско полуострво.  У Србији је претежно бележена у Војводини.